# Duna Toro Mata
La duna Toro Mata —a veces denominada solamente como duna Toro o cerro El Toro— es una enorme duna de arena en Perú y realmente la más alta del mundo, cuya cima alcanza los 1300 metros sobre el nivel del mar en su pendiente más pronunciada y 1900 metros sobre el nivel del mar (m.s.n.m) en su punto más alto. Dado que la ciudad de Acarí está ubicada a 160 m.s.n.m., se produce un desnivel de aproximadamente 1740 metros desde su base hasta su punto más alto, con un recorrido de 1800 metros de descenso de arena, ideal para prácticas deportivas de sandboard y sandskiing.

## Descripción

### Ubicación
La duna Toro Mata se encuentra en el corazón del distrito de Acarí en la provincia de Caraveli, departamento de Arequipa, al sur del Perú.

### Historia
En la base de la duna se encuentra el sitio arqueológico de Sahuacarí, del período inca, contemporáneo con Tambo Viejo, ubicado al otro lado del río Acarí.

### Cultura Afro
La canción "Toro Mata" tiene relación con esta zona del país. Según una leyenda de la zona, allá vivió el negro Candelario Navarro, el mejor zapateador de la zona que se escapó de Acarí porque “el toro mata”, y llegó a Cañete. Asimismo, existe un cerro de arena que suena y truena, en el que antes se podía percibir la figura de un toro de piedras y clavelinas, al que los pobladores escuchaban bramar, lo cual era sinónimo de que el agua llegaba. Tierra en donde la herencia afro y andina han dado paso a un crisol de expresiones. Dicen los habitantes que el compositor Caitro Soto visitó muchas veces Acarí y al enterarse de la leyenda del cerro Toro mata decidió hacer un homenaje a sus hermanos de origen africano con la siguiente composición:
"Este negro no es de aquí
éste negro es de Acarí
hay que matar a ese negro..."

### Deporte de aventura
La duna es una atracción para los deportes extremos como el sandboard y el rally. Sin embargo, su extrema dificultad lo hace recomendable solamente para profesionales de sandboardl. En 2015 Toro Mata fue escenario del Campeonato Inka Off Road, y en 2018 la cuadragésima edición del Rally Dakar en su quinta etapa de competencia pasó por la duna Toro Mata, para luego seguir al último punto del tramo competitivo, las dunas de Tanaka.

### Galería de imágenes
|                                 |
| La duna Toro Mata por la tarde, |

|                                     |
| La duna Toro Mata vista desde Acarí |

|                          |
| Toro Mata y el río Acarí |

|                                                      |
| Deportistas de sandboard en las faldas de Toro Mata. |